# Berryville (Arkansas)
Berryville es una ciudad en el condado de Carroll, Arkansas, Estados Unidos. Para el censo de 2000 la población era de 4.433 habitantes. Junto con Eureka Springs, la ciudad es una de las sedes del Condado de Carrol.

## Geografía
Berryville se localiza a 36°22′6″N 93°34′6″O / 36.36833, -93.56833. De acuerdo a la Oficina del Censo de los Estados Unidos, la ciudad tiene un área total de 11,5 km², de los cuales el 100% es tierra.

## Demografía
Para el censo de 2000, había 4.433 personas, 1.710 hogares y 1.113 familias en la ciudad. La densidad de población era 385,5 hab/km². Había 1.881 viviendas para una densidad promedio de 163,9 por kilómetro cuadrado. De la población 90,80% eran blancos, 0,05% afroamericanos, 0,70% amerindios, 0,47% asiáticos, 6,68% de otras razas y 1,31% de dos o más razas. 19,58% de la población eran hispanos o latinos de cualquier raza.
Se contaron 1.710 hogares, de los cuales 32,5% tenían niños menores de 18 años, 49,4% eran parejas casadas viviendo juntos, 11.5% tenían una mujer como cabeza del hogar sin marido presente y 34,9% eran hogares no familiares. 30,3% de los hogares eran un solo miembro y 16,4% tenían alguien mayor de 65 años viviendo solo. La cantidad de miembros promedio por hogar era de 2,52 y el tamaño promedio de familia era de 3,14.
En la ciudad la población está distribuida en 25,9% menores de 18 años, 10,1% entre 18 y 24, 27,3% entre 25 y 44, 19,1% entre 45 y 64 y 17,7% tenían 65 o más años. La edad media fue 35 años. Por cada 100 mujeres había 94,3 varones. Por cada 100 mujeres mayores de 18 años había 89,9 varones.
El ingreso medio para un hogar en la ciudad fue de $26.408 y el ingreso medio para una familia $32.468. Los hombres tuvieron un ingreso promedio de $20.430 contra $17.722 de las mujeres. El ingreso per cápita de la ciudad fue de $13.873. Cerca de 15,8% de las familias y 21,1% de la población estaban por debajo de la línea de pobreza, 34,2% de los cuales eran menores de 18 años y 16,8% mayores de 65.